# Cantón de Esparza
Esparza es el segundo cantón de la provincia de Puntarenas (Costa Rica). Se localiza en el norte de la provincia.  Su cabecera es la ciudad de Esparza, en el distrito de Espíritu Santo.
El territorio del cantón de Esparza tiene importancia histórica para el país. En esta zona estuvieron ubicados antiguos cacicazgos precolombinos, incluidos los reinos de los caciques Garabito y Coyoche. La ciudad de Espíritu Santo fue una de las primeras poblaciones españolas fundadas durante la Conquista, en 1574. En Esparza nació Saturnino Lizano Gutiérrez, quien fuera presidente de la República.

## Toponimia
Originalmente la zona fue llamada Espíritu Santo, luego Diego de Artieda Chirino y Uclés le cambió el nombre a la aldea, agregándole “de Esparza” al nombre de la “Ciudad del Espíritu Santo”. Lo hizo en memoria de su pueblo natal, la villa de Esparza del valle de Salazar en Navarra, a 80 km de la capital de provincia Pamplona, España.
En 1878, el presidente Tomás Guardia Gutiérrez cambió su nombre por el de Esparta, error que fue corregido casi cien años después, en 1973, cuando la ciudad recuperó su nombre original.

## Historia
El actual territorio del cantón de Esparza fue una zona habitada por indígenas de las culturas chorotega y huetar. Los primeros correspondían a la provincia de Orotina (una de las cinco en que se dividieron los chorotegas), gobernada por el rey Gurutina. El otro grupo pertenecía al reino huetar de Occidente, dominado a inicios de la conquista por el rey Garabito, uno de los baluartes de la resistencia indígena costarricense.
En el año 1522, Gil González Dávila fue el primer español que recorrió la región cuando realizaba la primera avanzada por el actual territorio costarricense, desde punta Burica hasta el poblado indígena de Avancarí (hoy Abangaritos, en el cantón de Puntarenas).
En 1561, Juan de Cavallón y Arboleda, facultado por la Real Audiencia de Guatemala para conquistar la provincia de Nueva Cartago y Costa Rica, fundó la villa de Los Reyes, con el puerto de Landecho, en la ensenada de Tivives.
En 1574, Alonso Anguciana de Gamboa, gobernador interino, despobló la población de Aranjuez y fundó el primer asiento de la ciudad del Espíritu Santo (a 5 km de la actual Esparza), en el antiguo valle de Coyoche, entre los ríos Barranca y Jesús María, cerca del actual poblado de Artieda.
Allí los vecinos construyeron una primera ermita, y poco tiempo después el convento de San Lorenzo, cuyo primer cura fue fray Diego de Guillón. En 1576 la capilla fue erigida en parroquia, dedicada a Nuestra Señora de la Candelaria. (Actualmente es sufragánea de la diócesis de Puntarenas, de la provincia eclesiástica de Costa Rica). En 1577 (un año después), el gobernador de la provincia, Diego de Artieda y Chirino, habilitó el puerto de La Caldera (hoy Caldera), en sustitución de Landecho.
La ciudad de Espíritu Santo fue fundada en 1577 por Diego de Artieda Chirino y Uclés. Es una de las poblaciones más antiguas del país. 
Entre 1622 y 1629 se estableció el segundo y último asiento de la ciudad del Espíritu Santo de Esparza, unos cinco kilómetros al noroeste de su primitivo lugar. En 1685 la ciudad fue saqueada por piratas. Al año siguiente (1686), los piratas la incendiaron por completo, excepto la iglesia y el convento de San Lorenzo. Los habitantes se vieron forzados a huir al interior, refugiándose en Las Cañas y Bagaces.
En ella residieron durante varias generaciones los titulares del Adelantamiento de Costa Rica, quienes poseían valiosas propiedades en sus alrededores.
En éstos también existían varios pueblos indígenas, en particular el de Santa Catalina de Garabito.
Durante los siglos XVI y XVII el territorio de la ciudad del Espíritu Santo se extendía desde los Montes del Aguacate hasta los ríos Salto y Tempisque. Bajo su jurisdicción político administrativa se encontraban los territorios de los actuales cantones de Orotina, San Mateo, Puntarenas, Montes de Oro, Abangares, Cañas y Bagaces.
La decadencia del comercio con Panamá en la segunda mitad del siglo XVII marcó el inicio del declive de Esparza, cuya población disminuyó gradualmente.
Sin embargo, uno de los eventos que casi provocó la desaparición de la ciudad fue una serie de ataques piratas, siendo el más devastador el ocurrido en 1687. Durante este asalto, la ciudad fue saqueada e incendiada, quedando en pie únicamente la iglesia y el convento de San Francisco.
A partir de entonces, Esparza quedó prácticamente despoblada y perdió toda importancia, a pesar de los esfuerzos que realizó por arreglarla y repoblarla en 1693 el gobernador Manuel de Bustamante y Vivero.
En 1821 se estableció una escuelita (privada) de primeras letras, pero exclusivamente para niños varones. En 1862 se abrió una pequeña escuela privada, organizada por Genoveva Gutiérrez. En 1870 —durante la segunda administración de Jesús Jiménez Zamora— se instaló la primera escuela pública y mixta, dirigida por su esposa, Clotilde Fernández V. de Mora.
De 1870 a 1890 la escuelita ocupó un edificio al lado norte de la iglesia. La escuela actual fue fundada en abril de 1946, y lleva el nombre de Arturo Torres Martínez. En 1965 —durante el gobierno de Francisco José Orlich Bolmarcich— inició sus actividades docentes el liceo diurno de Esparza. En 1976 se fundó el Liceo Nocturno de Esparza. En el 2001 se fundó el Liceo Emiliano Odio.
El 4 de noviembre de 1825, por ley n.º 63, la ciudad de Esparza pasó a formar parte del distrito de Cañas del Departamento Occidental, uno de los dos que en esa época conformaban el territorio del Estado. El 29 de noviembre de 1826 nació en Esparza Saturnino Lizano Gutiérrez, quien fue Presidente de Costa Rica del 5 de julio al 10 de agosto de 1882.
En el siglo XIX, la circunstancia de hallarse en la ruta de exportación del café hizo que Esparza floreciera nuevamente como núcleo urbano, a lo cual también contribuyó la construcción del Ferrocarril al Pacífico, que pasaba por la ciudad.
En Esparza nació en 1826 Saturnino Lizano Gutiérrez, quien fue presidente de Costa Rica entre julio y agosto de 1882.
En 1848, Esparza constituyó el cantón segundo de la provincia de Alajuela. El 6 de noviembre de 1851, mediante el decreto ejecutivo n.º 8, se segregó este cantón de la provincia de Alajuela y se agregó a la jurisdicción de la comarca de Puntarenas.
El 21 de marzo de 1834, por ley n.º 59, se dispuso trasladar el puerto de Puntarenas a Caldera. El 26 de febrero de 1840, Braulio Carrillo Colina rehabilitó por decreto a Puntarenas como puerto para el comercio del Estado.
En 1877 se inauguró la primera municipalidad, integrada por los señores Ignacio Pérez (en cuya memoria se bautizó el actual parque central de la ciudad), Felipe Herrera y Marcelino Zúñiga.
En 1877 se inauguró el primer alumbrado público fue de canfín. En 1921 —durante el primer gobierno de Julio Acosta García— se instaló el alumbrado eléctrico con bombillos.
El 3 de septiembre de 1879 — durante la administración de Tomás Guardia Gutiérrez — el decreto n.º 93 le cambió el nombre por Esparta. El 6 de mayo de 1974, según el decreto ejecutivo n.º 3752-G-C, se restituyó el nombre de Esparza al cantón segundo de la provincia de Puntarenas. En 1912 — durante el primer gobierno de Ricardo Jiménez Oreamuno— se inauguró la cañería de agua potable.
El Liceo Diurno de Esparza inició sus actividades docentes en 1965, durante el gobierno de don Francisco Orlich Bolmarcich. El Liceo Nocturno de Esparza fue fundado en el año 1976. El Liceo Emiliano Odio se fundó en el año 2001.

## División administrativa

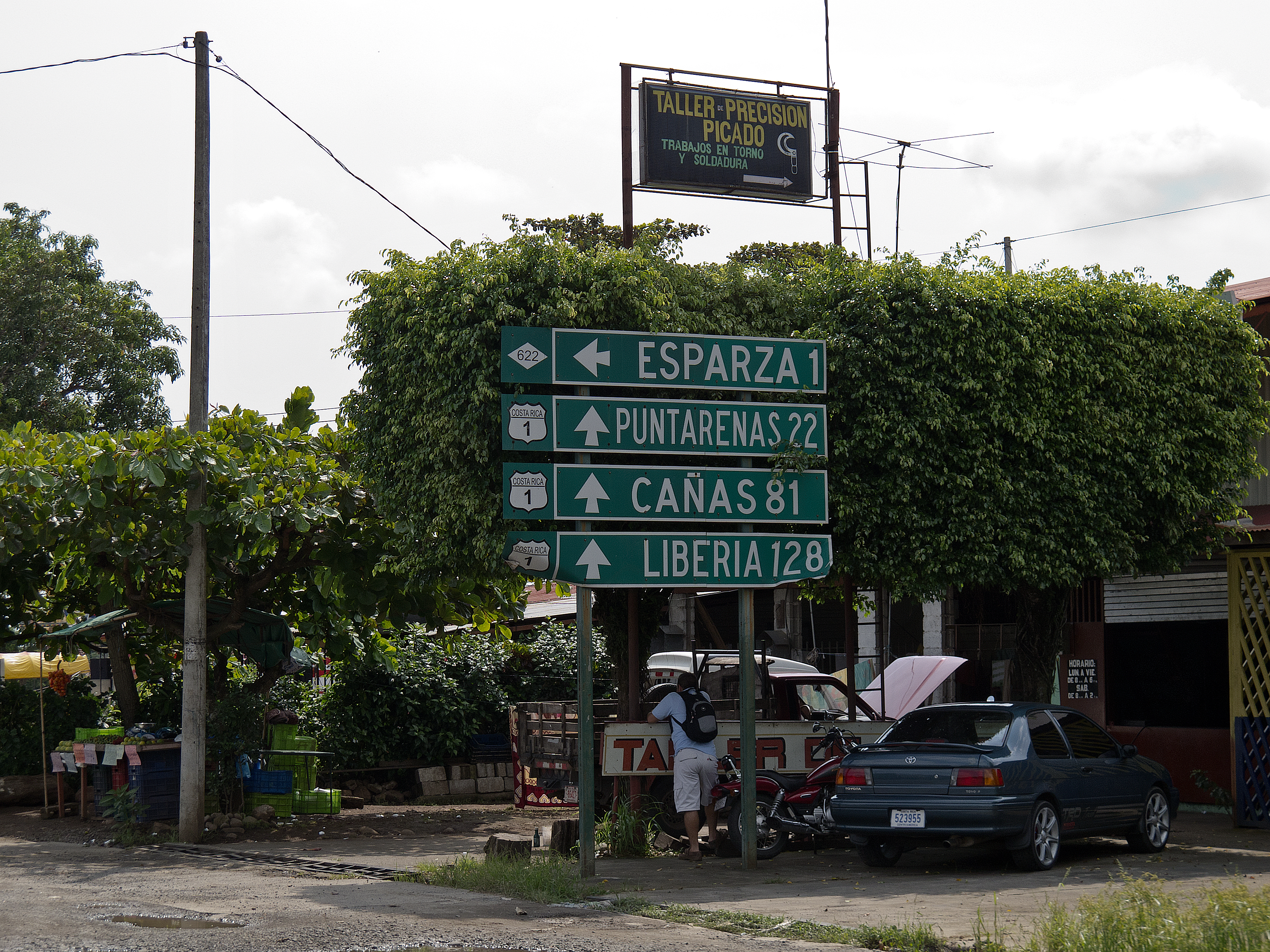
Rotulos, en la Carretera Panamericana, en la entrada de Esparza

El cantón de Esparza se divide en los siguientes distritos:
1. Espíritu Santo
2. San Juan Grande
3. Macacona
4. San Rafael
5. San Jerónimo
6. Caldera

## Clima
Tropical seco con transición a húmedo, especialmente en la parte este del cantón. las temperaturas varían en Esparza centro con temperaturas de 34 °C a 20 °C en época seca (diciembre-abril), en época lluviosa (mayo-noviembre) las temperaturas varían 32 °C a 22 °C. En las montañas en el sector norte donde la altura es mayor a los 600 m.s.n.m las temperaturas oscilan entre 27 °C a 18 °C, en sitios que superan los 1000 m s.n.m las temperaturas mínimas pueden llegar hasta los 15 °C.

## Flora y fauna

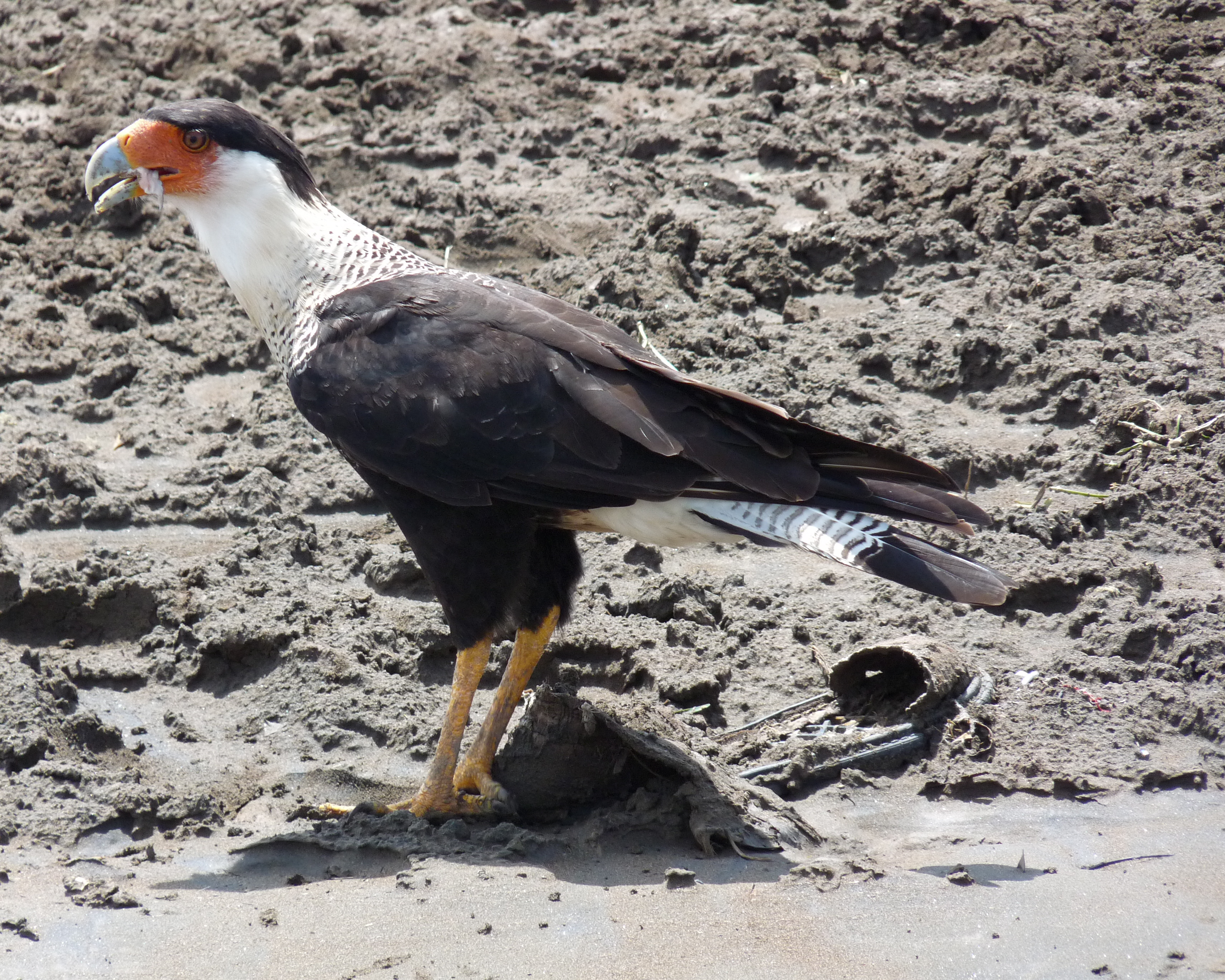
Caracara.

Es abundante la fauna del cantón. Podemos citar el nombre de algunos mamíferos hallados en su jurisdicción: Ocelote o Manigordo, León Breñero o Yaguarundí, Puma, venado, zarigüeya (zorro pelón), mofeta, zorro isí, perico ligero, mono carablanca, congo (mono aullador), coyote, tolomuco, armadillo, oso hormiguero, pizote, tepezcuintle, guatusa, puerco espín, mapache, Zorro de Balsa o Zarigüeya Lanuda centroamericana, Grisón o Huroncito.
Asimismo, encontramos aves: tucán, gavilán, calandria, paloma de Castilla, paloma morada, zopilote, toledo, guaco, cuyeo, urraca, oropéndola, lechuzas, piapia, agüío, pájaro bobo, yigüirro, zanate, chico-piojo, pecho amarillo, perico, lora, corococa, yurela, gaviota, piche, charrascuasa (gallina de monte), garzas, colibrí, viuda.
De igual manera, citamos algunos reptiles, como: garrobo, güirriza, lagarto, serpientes cascabel, terciopelo, sabanera, lora, coral, zopilota, bejuquilla, boa béquer.
También algunas especies cuyo hábitat se encuentra en ríos: roncador, machín, vieja, guabina, barbudo, mojarra, langostino, burra. En la desembocadura de los ríos: róbalo, corvina, pargo roquero, etc. En los manglares: chucheca, piangua, mejillón, cangrejo. En el resto de la zona costera: barracuda, gualaje, cuminate, manta raya, pulpo, langosta, cocodrilo.

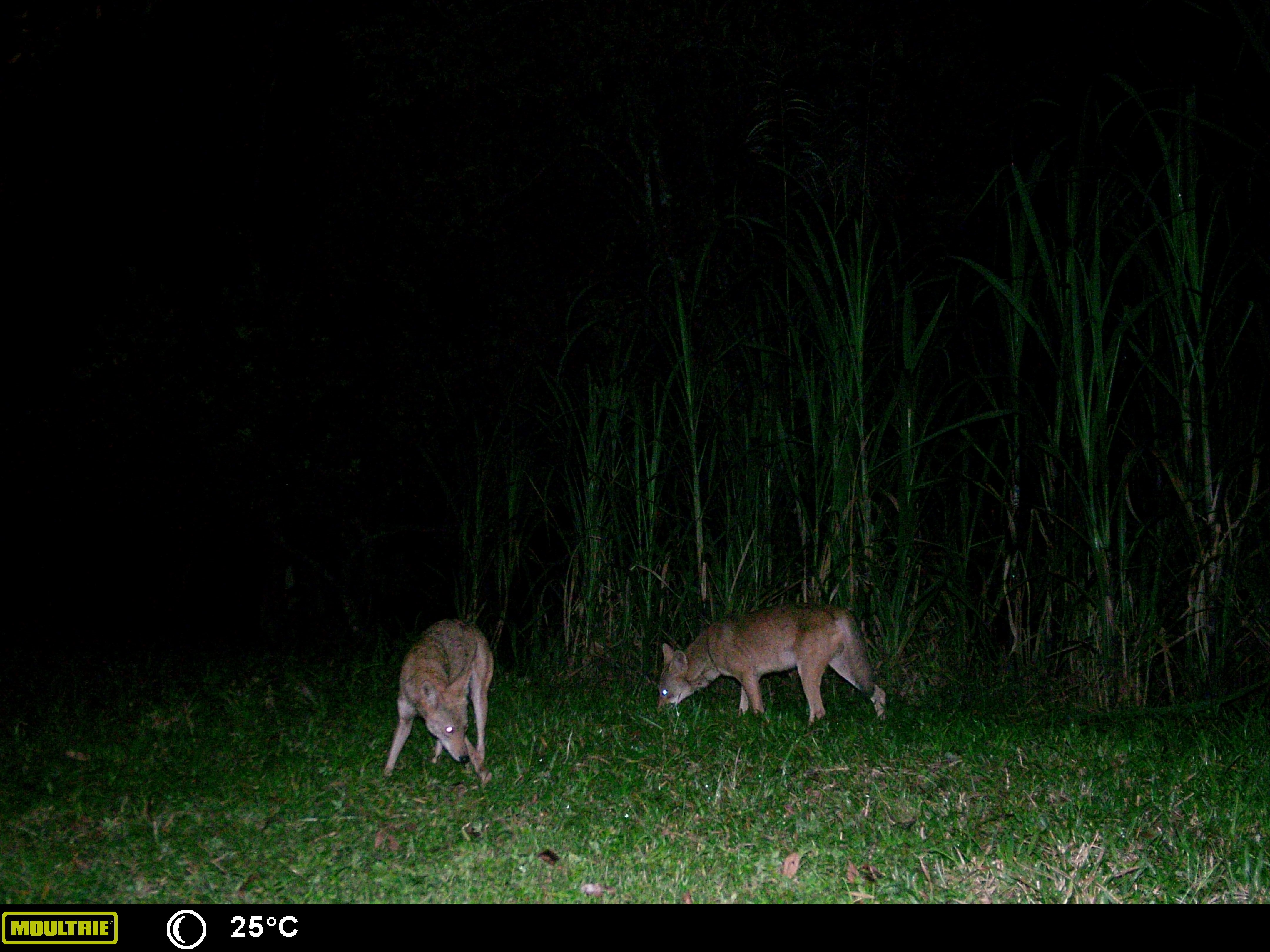
Coyotes

## Geografía
Cantón de Esparza cuenta con un área de 217,23 km² y una altitud media de 192 m s. n. m.
Al sur colinda con la costa del océano Pacífico, al norte con Montes de Oro y San Ramón, al este con San Mateo y Orotina, y al oeste con el cantón de Puntarenas. Fue fundado el 6 de noviembre de 1851. 
La geografía del cantón es variada: incluye las faldas montañosas de los Montes del Aguacate, amplias llanuras y la región costera. En esta zona se han desarrollado actividades mineras, agrícolas y ganaderas. Es zona de acceso a la turística región del Pacífico Central costarricense. Existe una zona franca y varias pequeñas industrias. En Esparza se localiza el puerto marítimo más importante del Pacífico de Costa Rica, Caldera. 

### Hidrografía

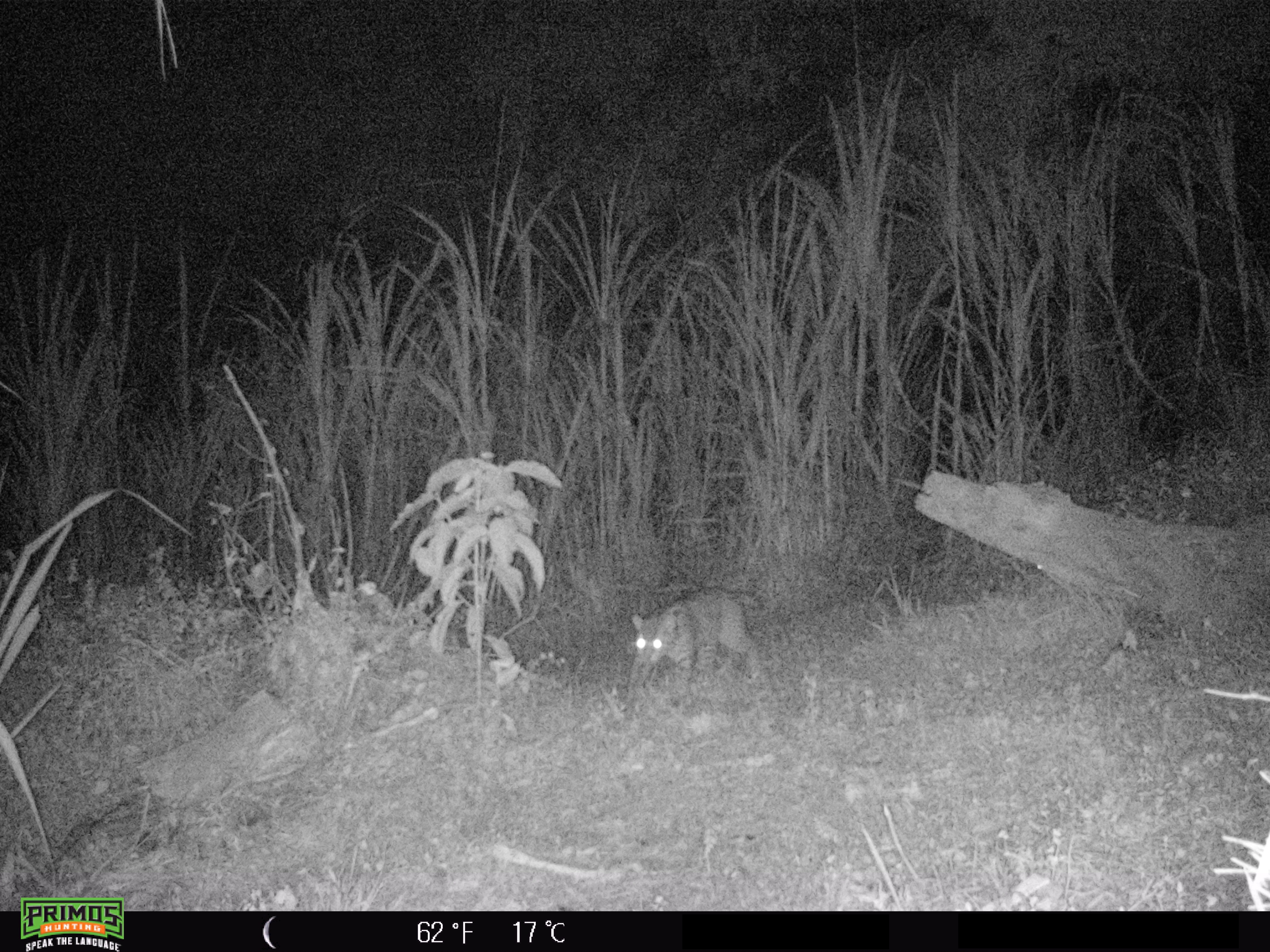
Ocelote o Manigordo

El cantón tiene varios ríos importantes como el Barranca y El Jesús María como los más extensos, además otros importantes como río Jabonal y Barranquilla que se unen con el río Barranca cerca de la zona de San Jerónimo siendo estos tres ríos límite natural entre los cantones de Esparza y San Ramón por el sector noreste y el Barranca con el cantón de Puntarenas por el suroeste, el río Paires se une con el río Jesús María cerca del cerro Juntas siendo este último un límite natural entre los cantones de Esparza y San Mateo. Además el río Guatuso es límite de Esparza entre Puntarenas y Miramar uniéndose con el río Barranca Por el cerro Pinchante.

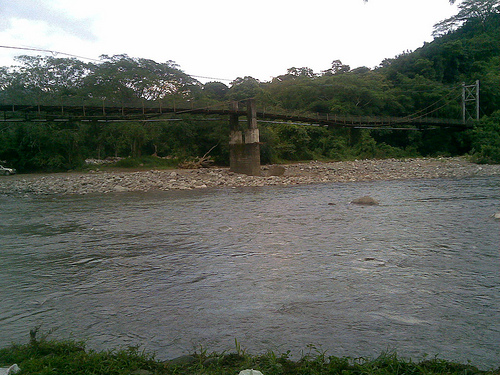
Paso del Río Barranca por el antiguo puente, San Jerónimo.

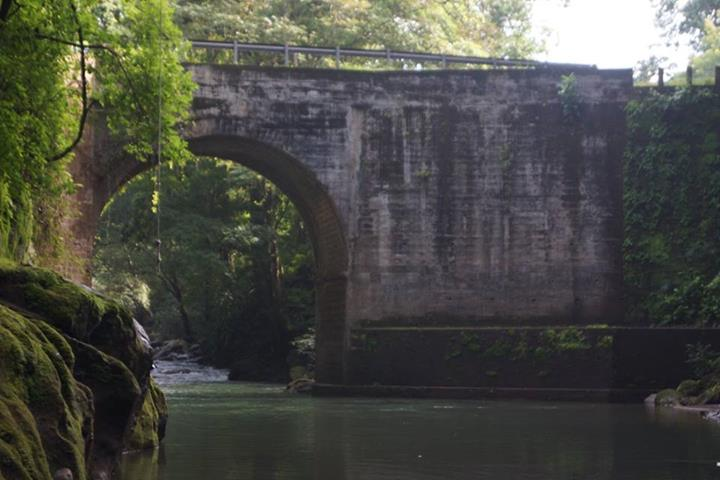
Paso del Río Jesús María por el Puente de las Damas, San Mateo.

Se presentan la existencia de riachuelos o quebradas tales como:
Quebrada El Cura, Zopilota, Laguna, Tejar, Juanilama, Mora, Turbina, Jimenes, Honda, Barbudal, Cascabel, Cambalache, Cabuyas, Corralillo, Guatuso, Obispo, Vueltas y entre otros.

## Demografía
Para el año 2022, Cantón de Esparza cuenta con una población estimada de 34 808 habitantes, y para el último censo efectuado, en 2011, Cantón de Esparza contaba con una población de 28 644 habitantes.
De acuerdo al censo nacional de 2011, la población del cantón era de 28 644 habitantes, de los cuales, el 4,3 % nació en el extranjero. El mismo censo destaca que había 8435 viviendas ocupadas, de las cuales, el 59,4 % se encontraba en buen estado y había problemas de hacinamiento en el 4,6% de las viviendas. El 74,6% de sus habitantes vivían en áreas urbanas.
Entre otros datos, el nivel de alfabetización del cantón es del 97,6%, con una escolaridad promedio de 8,3 años.
Para el año 2012 presentaba un índice de desarrollo humano de 0.823 según el Programa de las Naciones Unidas para el Desarrollo.

## Economía
El censo de 2011 detalla que la población económicamente activa se distribuye de la siguiente manera:
- Sector Primario: 7,2%
- Sector Secundario: 23,7%
- Sector Terciario: 69,1%

## Áreas protegidas

### Zona protectora Tivives
Tivives se encuentra ubicada al sur de Puerto Caldera y fue creada mediante Decreto Ejecutivo N.º 17023-MAG del 6 de mayo de 1986, siendo parte integrante de la Región Pacífico Central.
En esta área protegida predominan los ecosistemas marinos costeros con características únicas, como los manglares de Tivives y de Mata de Limón, dada la situación intermedia entre el Pacífico Norte y el Pacífico Sur de Costa Rica.

### Refugio silvestre Peñas Blancas
Se encuentra en el distrito de San Jerónimo, en las inmediaciones de la comunidad de Peñas Blancas, comprendiendo parte de territorio del vecino cantón de Montes de Oro. Posee una rica fauna nativa y una gran biodiversidad. Su topografía es muy variada: tiene altitudes que van desde los 800 m.s.n.m hasta los 1500 ms.n.m.

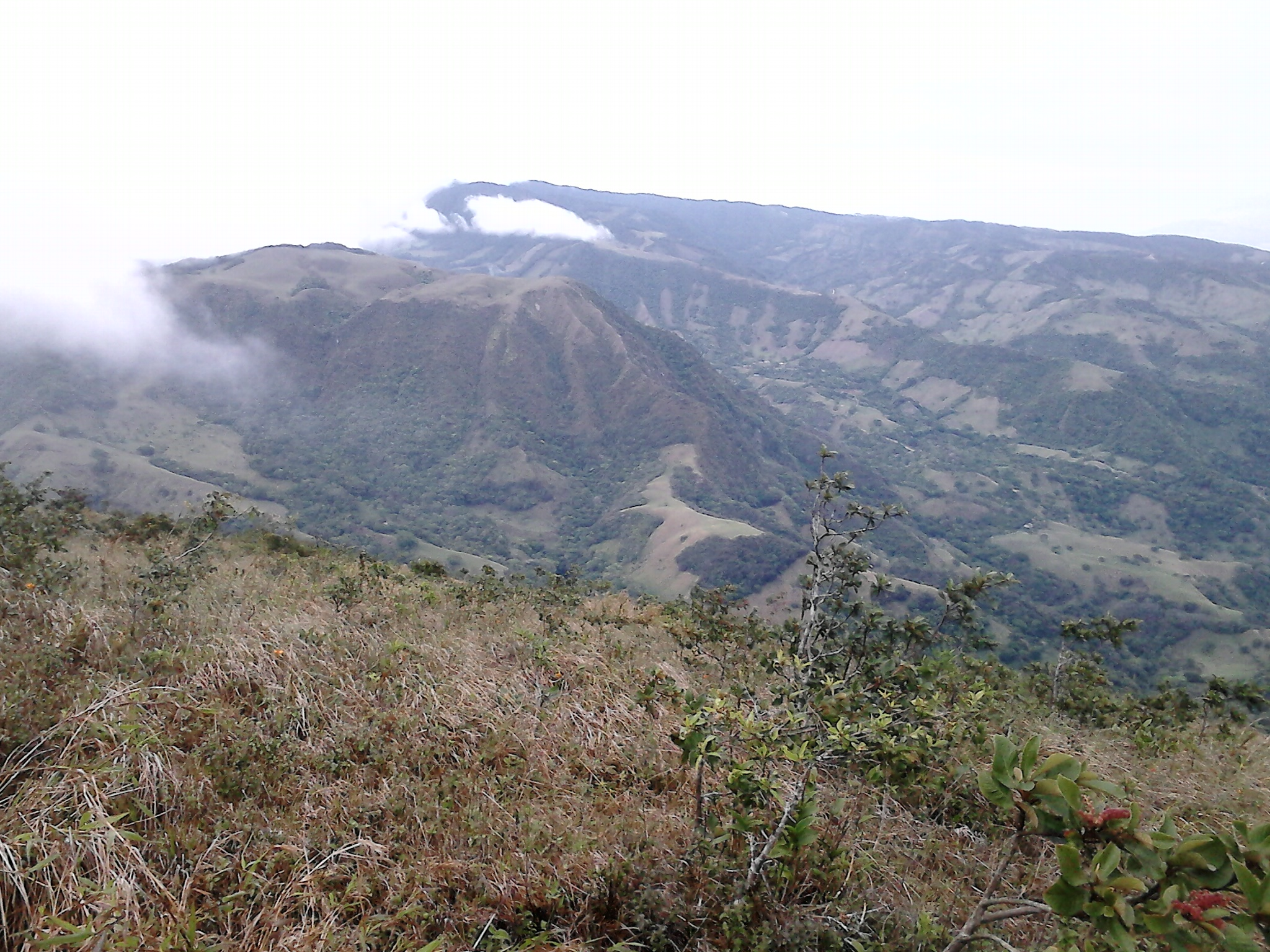
Vista del cerro San Antonio desde el refugio silvestre Peñas Blancas

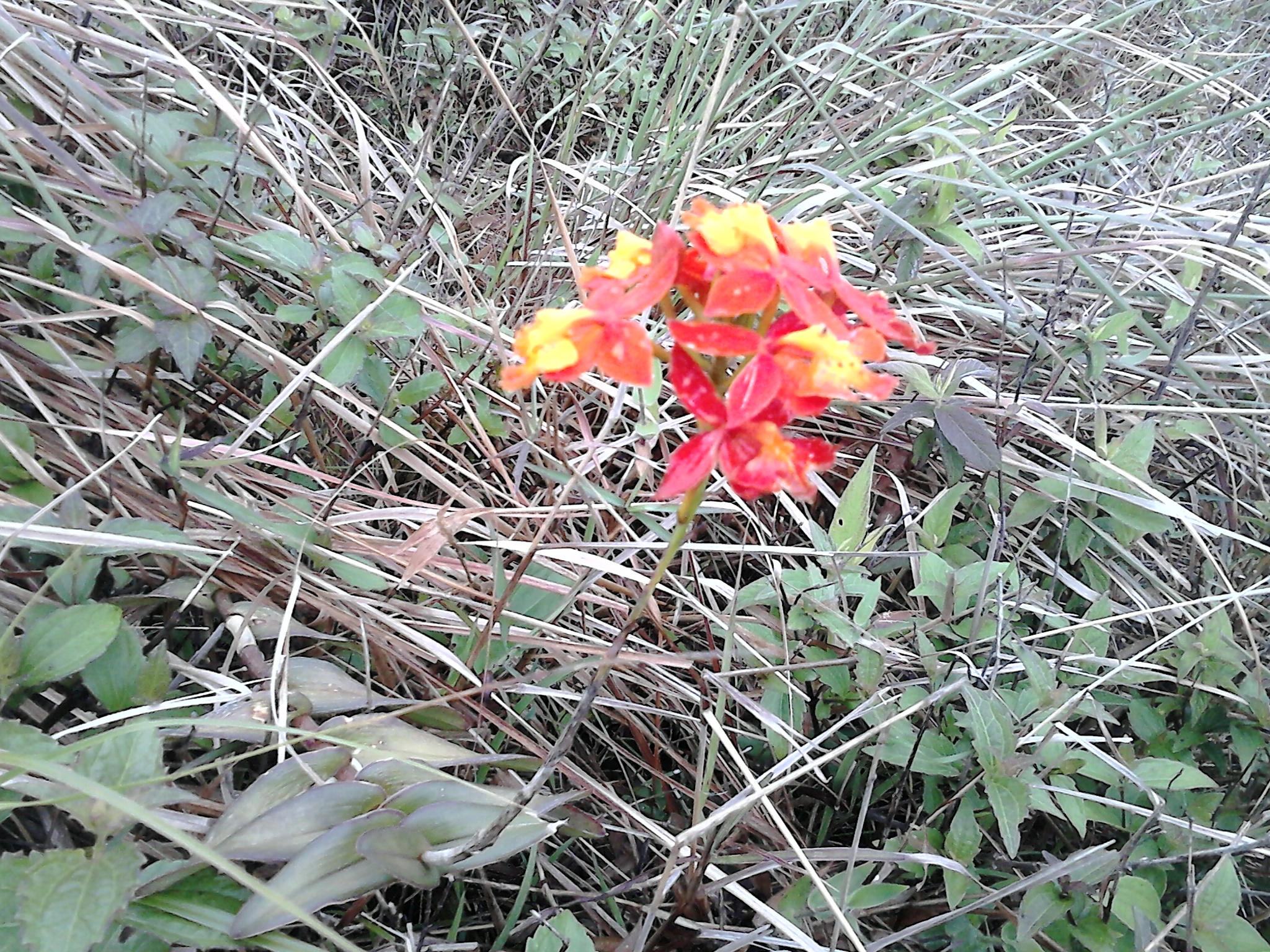
Orquídea de vegetación de altura

## Turismo
Dentro de los atractivos turísticos se encuentra el templo católico ubicado en el centro de la comunidad, el cual data de la época colonial. Otro atractivo es el puente Cambalache, donde solía pasar el ferrocarril al Pacífico.
Esparza ha sido un pueblo predominantemente agrícola que cuenta con bellos paisajes campestres.
La playa de Tivives, playa Caldera y playa Doña Ana son atractivos de la zona costera en Esparza, en especial "El Hoyo" ubicado en Playa Tivives es un sitio de visitas frecuentes debido a las buenas expectativas para la práctica del surf.